# Museo Municipal de Pizarra
El Museo Municipal de Pizarra es un museo de Pizarra. Está ubicado en un Antiguo Cortijo de la localidad, muy cerca de la ciudad de Málaga en la Costa del Sol . Fue restaurado a principios de la década de 1990 y contiene todos los antiguos artefactos españoles de Gino Hollander con las pinturas originales de Gino. En la actualidad, el museo cuenta con un restaurante de comida típica española y un hotel.  